# Hellweg – ein Lichtweg

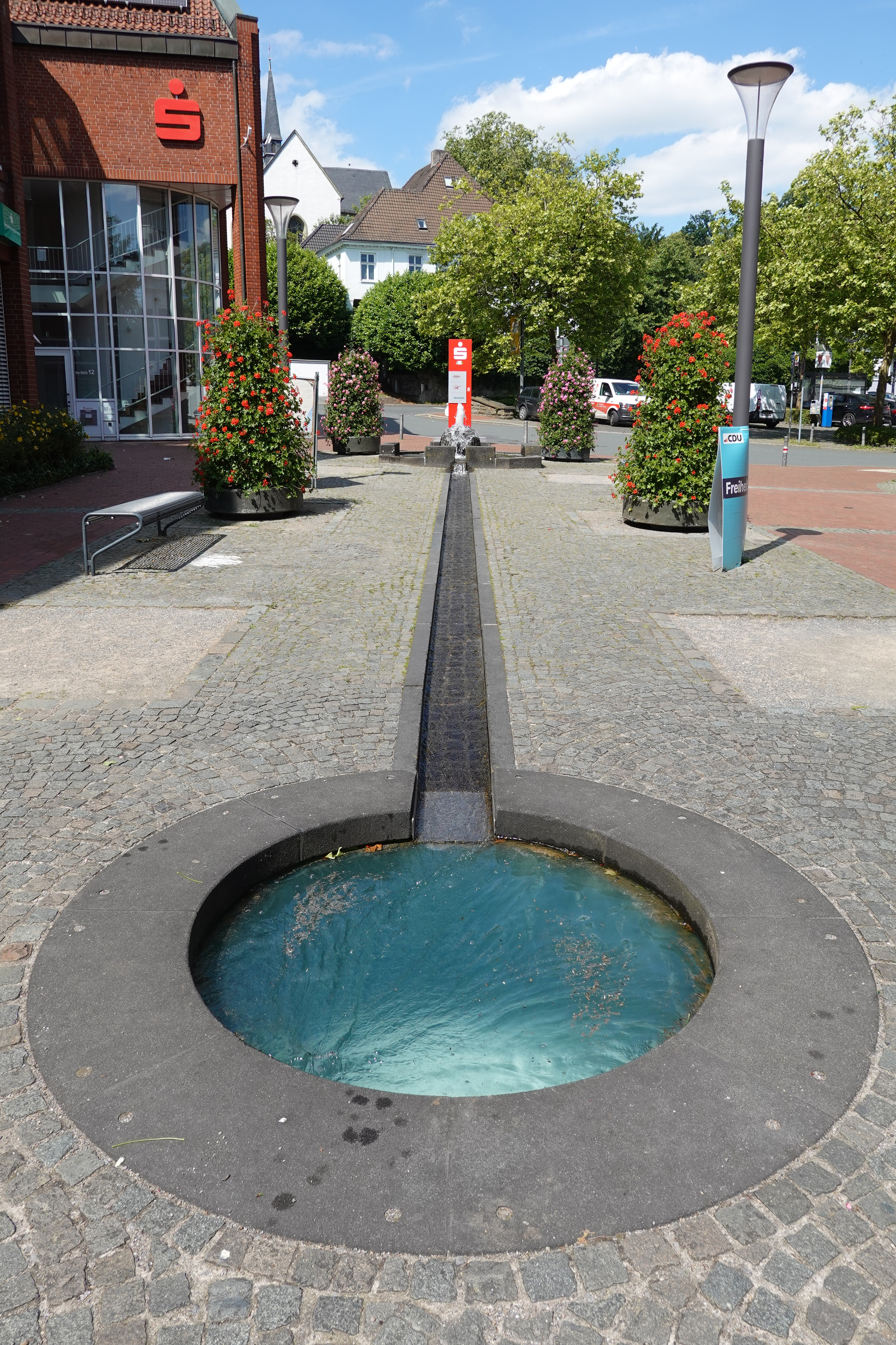
Licht- und Klanginstallation „Lighting-Blue(s)-Brunnen“ des Künstlers Tilman Küntzel in Fröndenberg/Ruhr.

Hellweg – ein Lichtweg ist ein modulares, erweiterbares Kulturprojekt eines Städtenetzwerkes in der Hellweg-Region. Es führt seit seiner Gründung im Jahr 2002 bereits realisierte, in ihrer Ausführung begriffene und geplante lichtkünstlerische Einzelprojekte zu einem identitätsstiftenden Ganzen zusammen. Unter der künstlerischen Gesamtleitung von Matthias Wagner K werden jedes Jahr neue Werke der Lichtkunst von national und international renommierten Künstlern realisiert.
Das Kulturprojekt zu dem auch das Zentrum für Internationale Lichtkunst in Unna gehört, schafft eine einzigartige öffentliche Plattform für die Lichtkunst in Nordrhein-Westfalen.

## Werke
- Lichtlandmarken von Mischa Kuball/Bönen und Mario Merz/Unna – bieten  Orientierung im Stadt- und Landschaftsraum;
- Interventionen von Maik und Dirk Löbbert, Rosemarie Trockel/Schwerte, Kirsten Kaiser/Hamm, Birgit Hölmer, Andreas M. Kaufmann/Bergkamen – poetisch, ironisch oder zeitkritisch
- zelebrieren sie urbane Plätze oder bilden Licht- und Klangskulpturen – James Turrell/Unna, Tilman Küntzel/Fröndenberg, Rochus Aust/Bergkamen, Kazuo Katase/Lünen/Schwerte
- Brücken und Unterführungen erscheinen in „neuem“ Licht – Horst Rellecke, Günter Dohr, Kirsten Kaiser/Hamm;
- alte und neue Industrieanlagen werden mit Licht inszeniert – Horst Rellecke/Bergkamen, Michael Batz/Unna
- Wasserläufe verwandeln sich in Skulpturenpfade oder werden, wie in Lippstadt, zur „Lichtpromenade“ – Claudia Schmacke, Gunda Förster, Gereon Lepper, Christoph Hildebrandt, Jürgen Offermann, Stefan Sous, Claudia Wissmann, Frank Schulte, Thorsten Goldberg, Jürgen Stollhans, Jan Philip Scheibe, Livia Theuer und Daniel Roskamp, Michael Vorfeld